# Like a Storm
Like a Storm est un groupe de hard rock néo-zélandais, originaire d'Auckland. Formé par Chris, Kent, et Matt Brooks, Like a Storm partage, au fil de son existence, la scène avec des groupes tels que Alter Bridge, Korn, Shinedown, Black Veil Brides, Creed, Puddle of Mudd, Staind, et Sick Puppies.

## Biographie
Le groupe est formé en 2005 à Auckland, en Nouvelle-Zélande, fief duquel il part pour se relocaliser en Amérique du Nord. Il commence à tourner aux États-Unis en 2009, où il est invité à se joindre à Creed pendant sa tournée internationale Full Circle. Le groupe publie un premier album, The End of the Beginning, qui atteint la 43e place des classements américains. Il continue ses tournées en Amérique en 2010, publiant leur premier single Chemical Infatuation - partageant la scène avec notamment Shinedown, Skillet, Puddle of Mudd et Drowning Pool, et jouant à des festivals comme le Rock on the Range.
En 2011, Like a Storm participe à deux tournées avec Alter Bridge. Entre deux tournées, le groupe entre en studio pour enregistrer Like a Storm Unplugged, un album unplugged qui comprend des reprises de chansons populaires jouées en acoustique ou au piano. Like a Storm Unplugged, produit et mixé par les frères Brooks comprend des instruments variés tels que le didgeridoo, le piano, et le djembe. En 2011, Like a Storm joue à trois festivals - au Boonstock de Gibbons, en Alberta, Canada ; Pain in the Grass pour KISW à Seattle ; et au PDX RockFest à Portland. Au printemps 2012, le groupe effectue plus de 50 dates américaines en soutien à son Limited Edition Acoustic EP et à son DVD Southern Skies. Peu après, le groupe effectue une nouvelle tournée avec Creed en mai 2012 avec le batteur Roye Robley. En 2013, le groupe publie son double-album Worlds Collide: Live from the Ends of the Earth. Le single Love the Way You Hate Me est classé premier au Sirius XM Octane en Amérique du Nord pendant cinq semaines. Il atteint pendant 19 semaines la 21e place Billboard Mainstream Rock.
Le groupe signe au label Another Century Records. Puis il publie son deuxième album Awaken the Fire en 2012. Le 7 janvier 2017, Like a Storm annonce un troisième album, intitulé Catacombs, pour 2017.

## Style musical
Le style musical de Like a Storm est catégorisé hard rock tirant vers le post-grunge, metal alternatif, rock progressif et la musique classique.

## Discographie

### Albums studio
- 2009 : The End of the Beginning
- 2015 : Awaken the Fire
- 2017 : Catacombs

### EP
- 2011 : Like a Storm Unplugged
- 2012 : Chaos Theory

### Album live
- 2013 : Worlds Collide: Live from the Ends of the Earth

### DVD
- 2012 : Southern Skies

## Membres
- Chris Brooks – chant, guitare rythmique, claviers, didgeridoo
- Matt Brooks – guitare solo, chant, claviers, programmation
- Kent Brooks – guitare basse, chœurs, guitare, claviers, programmations
- Zach Wood - batterie, percussions